# Reece James (labdarúgó, 1993)
Reece James (Bacup, 1993. november 7. –) angol labdarúgó, a Sheffield Wednesday játékosa.

## Pályafutása

### Manchester United
James Bacupben, Lancashire-ben született. Utánpótlás korú játékosként megfordult a helyi Rossendale United, a Blackburn Rovers és a Preston North End csapatánál is, mielőtt a Manchester United akadémiájára került volna. 2013 júliusában a Carlisle Unitedhez került kölcsönbe és a Leyton Orient elleni bajnokin mutatkozott be a csapatban. A Blackburn Rovers elleni Ligakupa mérkőzésen megsérült, majd 2013. szeptember 24-én visszatért a Manchester Unitedhez.
Az idény hátralevő részében a tartalékok között lépett pályára. Jelölték az év utánpótlás játékosa díjra, de végül azt Saidy Janko nyerte el. 2014. júliusában részt vett a következő szezont megelőző felkészülési turnén a Egyesült Államokban, a Los Angeles Galaxy ellen 7– 0-ra megnyert találkozón kétszer is eredményes volt.
2014. november 26-án két hónapra kölcsönadták a Rotherham Unitednek, majd 2015 márciusában újabb kölcsönjáték következett, ekkor a Huddersfield Townhoz került a 2014–15-ös szezon végéig. 2015. április 4-én debütált a csapatban bajnoki mérkőzésen, első gólját pedig négy nappal később szerezte a Derby County ellen egy szögletet követően.

### Wigan Athletic
2015. július 21-én három évre szóló szerződést írt alá a harmadosztályú Wigan Athletic csapatával. Alapembernek számított a klubnál, azonban a Chesterfield ellen 3–1-re megnyert bajnokin gólt is szerzett, azonban egy sérülés miatt összességében 26 mérkőzésen lépett csak pályára a bajnoki címet nyerő csapatban. A 2017–18-as szezon végén távozott a klubtól.

### Sunderland
2018. július 2-án a Sunderlandhez igazolt, amelyben 27 bajnokin szerepelt a harmadosztályban.

### Doncaster Rovers
2019. június 19-én kétéves szerződést írt alá a Doncaster Rovershez.

## Családja
Édesapja, Linton James a kilencedik osztályban szereplő Bacup Borough játékosa volt, majd később a klubnál vállalt munkát. Bátyja, Matthew James profi labdarúgó, a Manchester United akadémiáján nevelkedett, a Bristol City játékosa.

## Statisztika
2019. március 31-én frissítve.
| Klub              | Szezon         | Bajnokság      | Bajnokság     | Bajnokság | FA-kupa       | FA-kupa | Ligakupa      | Ligakupa | Egyéb         | Egyéb | Összesen      | Összesen |
| Klub              | Szezon         | Bajnokság      | Pályára lépés | Gól       | Pályára lépés | Gól     | Pályára lépés | Gól      | Pályára lépés | Gól   | Pályára lépés | Gól      |
| ----------------- | -------------- | -------------- | ------------- | --------- | ------------- | ------- | ------------- | -------- | ------------- | ----- | ------------- | -------- |
| Manchester United | 2013–14        | Premier League | 0             | 0         | 0             | 0       | 0             | 0        | 0             | 0     | 0             | 0        |
| Manchester United | 2014–15        | Premier League | 0             | 0         | 0             | 0       | 1             | 0        | –             | –     | 1             | 0        |
| Manchester United | Összesen       | Összesen       | 0             | 0         | 0             | 0       | 1             | 0        | 0             | 0     | 1             | 0        |
| Carlisle United   | 2013–14        | League One     | 1             | 0         | 0             | 0       | 1             | 0        | –             | –     | 2             | 0        |
| Rotherham United  | 2014–15        | Championship   | 7             | 0         | 1             | 0       | –             | –        | –             | –     | 8             | 0        |
| Huddersfield Town | 2014–15        | Championship   | 6             | 1         | –             | –       | –             | –        | –             | –     | 6             | 1        |
| Wigan Athletic    | 2015–16        | League One     | 26            | 1         | 1             | 0       | 1             | 0        | 1             | 0     | 29            | 1        |
| Wigan Athletic    | 2016–17        | Championship   | 0             | 0         | 0             | 0       | 0             | 0        | —             | —     | 0             | 0        |
| Wigan Athletic    | 2017–18        | League One     | 22            | 0         | 4             | 0       | 1             | 0        | 1             | 0     | 28            | 0        |
| Wigan Athletic    | Összesen       | Összesen       | 48            | 1         | 5             | 0       | 2             | 0        | 2             | 0     | 57            | 1        |
| Sunderland        | 2018–19        | League One     | 27            | 0         | 2             | 0       | 1             | 0        | 4             | 0     | 34            | 0        |
| Doncaster Rovers  | 2019–20        | League One     | 0             | 0         | 0             | 0       | 0             | 0        | 0             | 0     | 0             | 0        |
| Karrier összes    | Karrier összes | Karrier összes | 89            | 2         | 8             | 0       | 5             | 0        | 6             | 0     | 108           | 2        |

## Sikerei, díjai
Wigan Athletic
- Angol harmadosztály, bajnok: 2017–18[18]

Sunderland
- Football League Trophy-döntős: 2018–19[19]